# Iglesia de San Doménico (Palermo)
La Iglesia Basílica Panteón de San Domenico es el segundo edificio religioso más importante de Palermo, después de la Catedral. Está ubicada en la plaza del mismo nombre en el barrio de La Loggia.
En el conjunto arquitectónico existen múltiples estilos, desde la Edad Media hasta la Edad Moderna, fruto de los acontecimientos históricos que afectaron al edificio: el claustro y varias salas vecinas son de estilo gótico, el resto del edificio fue rehecho principalmente en estilo barroco.
Fue elegida miembro del panteón de hombres ilustres de Sicilia. Algunos de los personajes ilustres enterrados en la iglesia son: Giovanni Falcone, Francesco Crispi, Rosolino Pilo, Pietro Novelli, Giovanni Meli y Giuseppe Pitrè.

## Historia

### Orígenes en la era de Suabia

El emblema de la Orden: la cruz de azucenas blanca y negra con el lema "laudare, benedicere, praedicare".

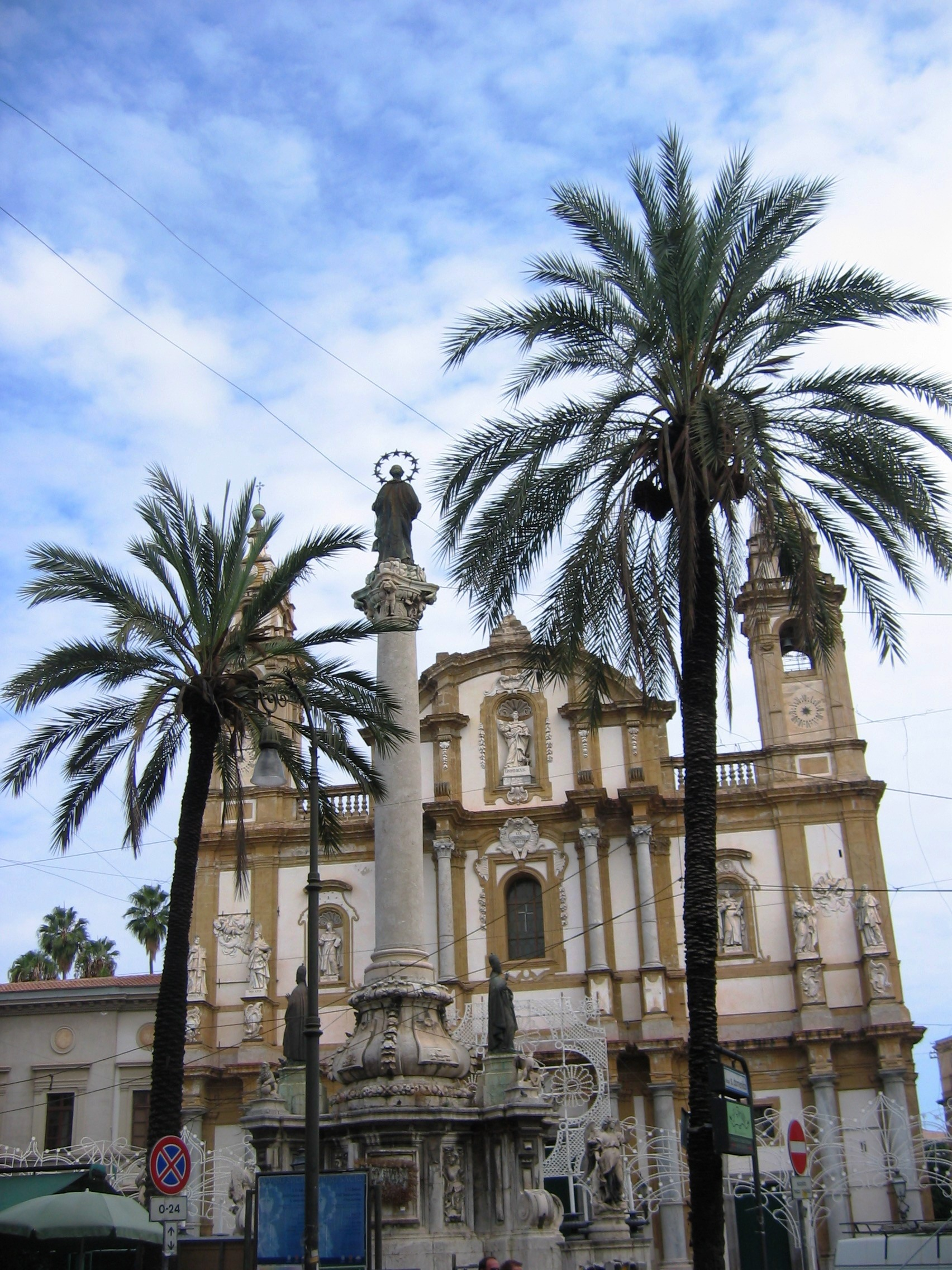
Vista de la Plaza, Columna y fachada principal.

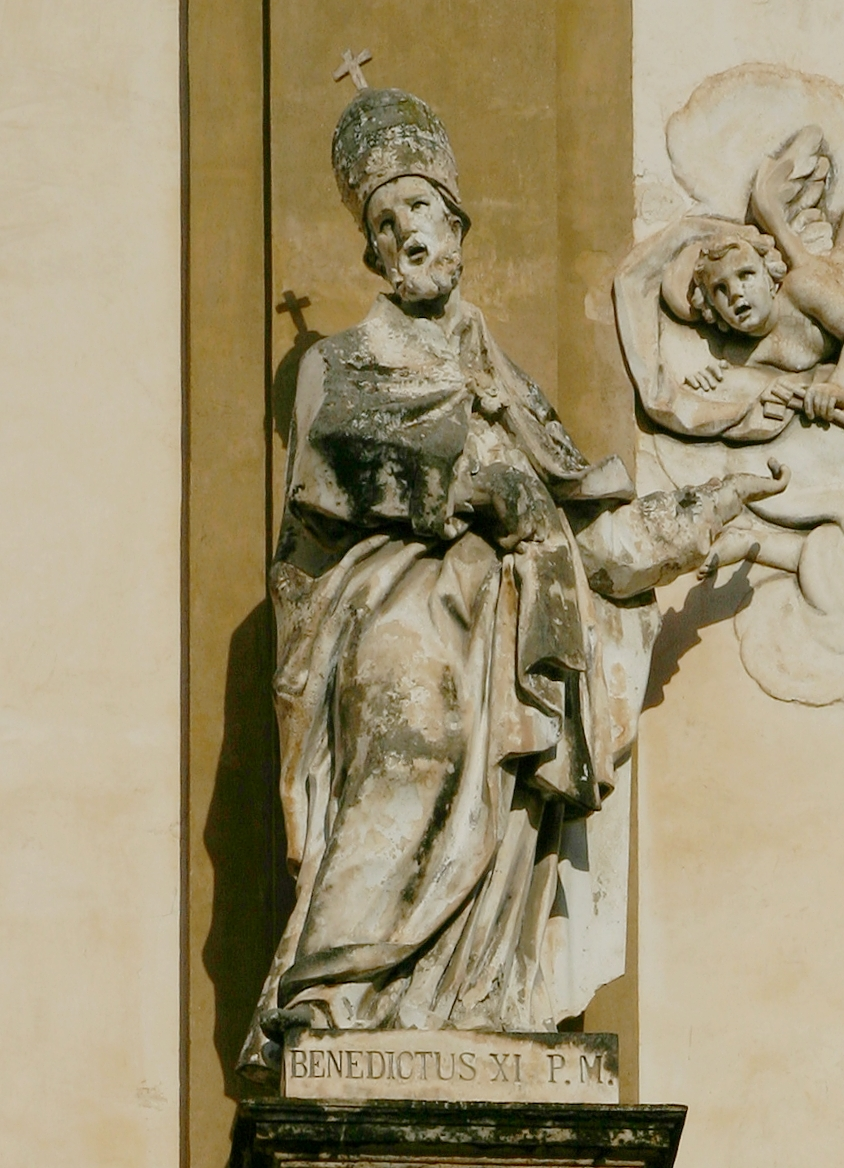
Estatua del Papa Benedicto XI, alzado.

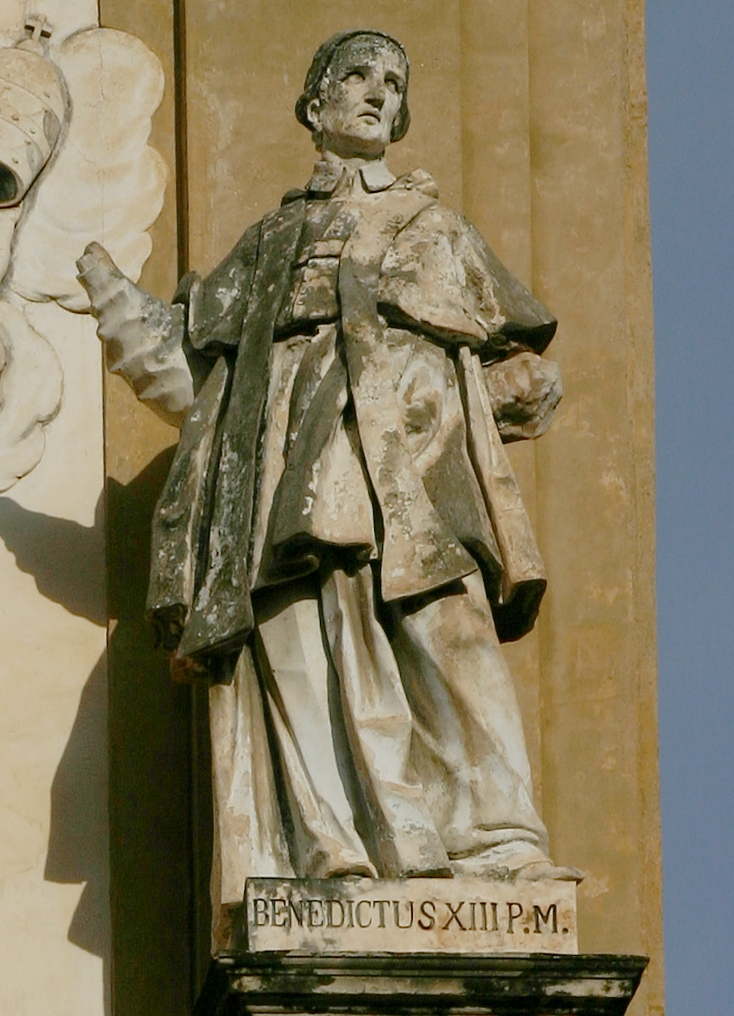
Estatua del Papa Benedicto XIII, alzado.

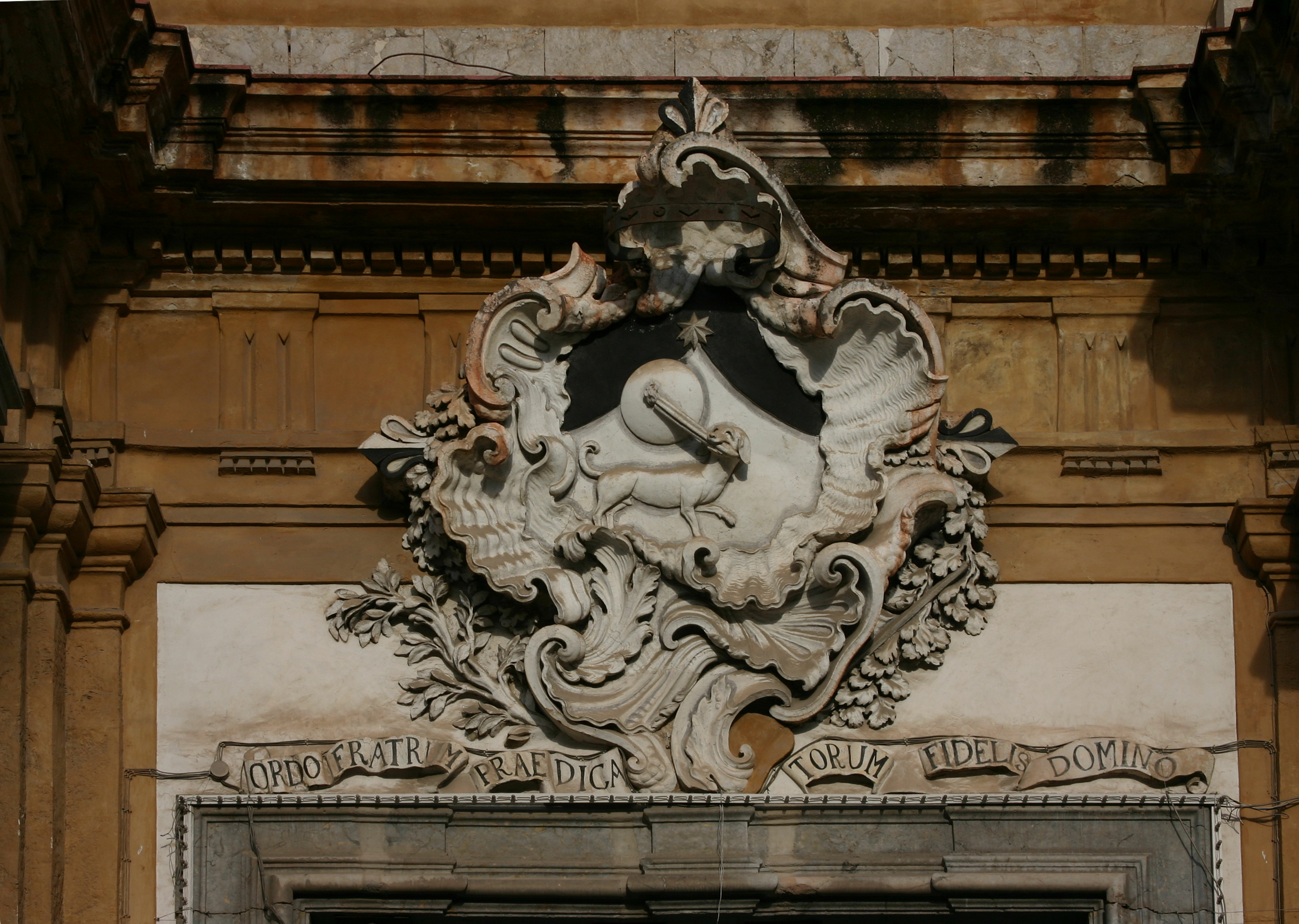
Escudo y lema dominicanos.

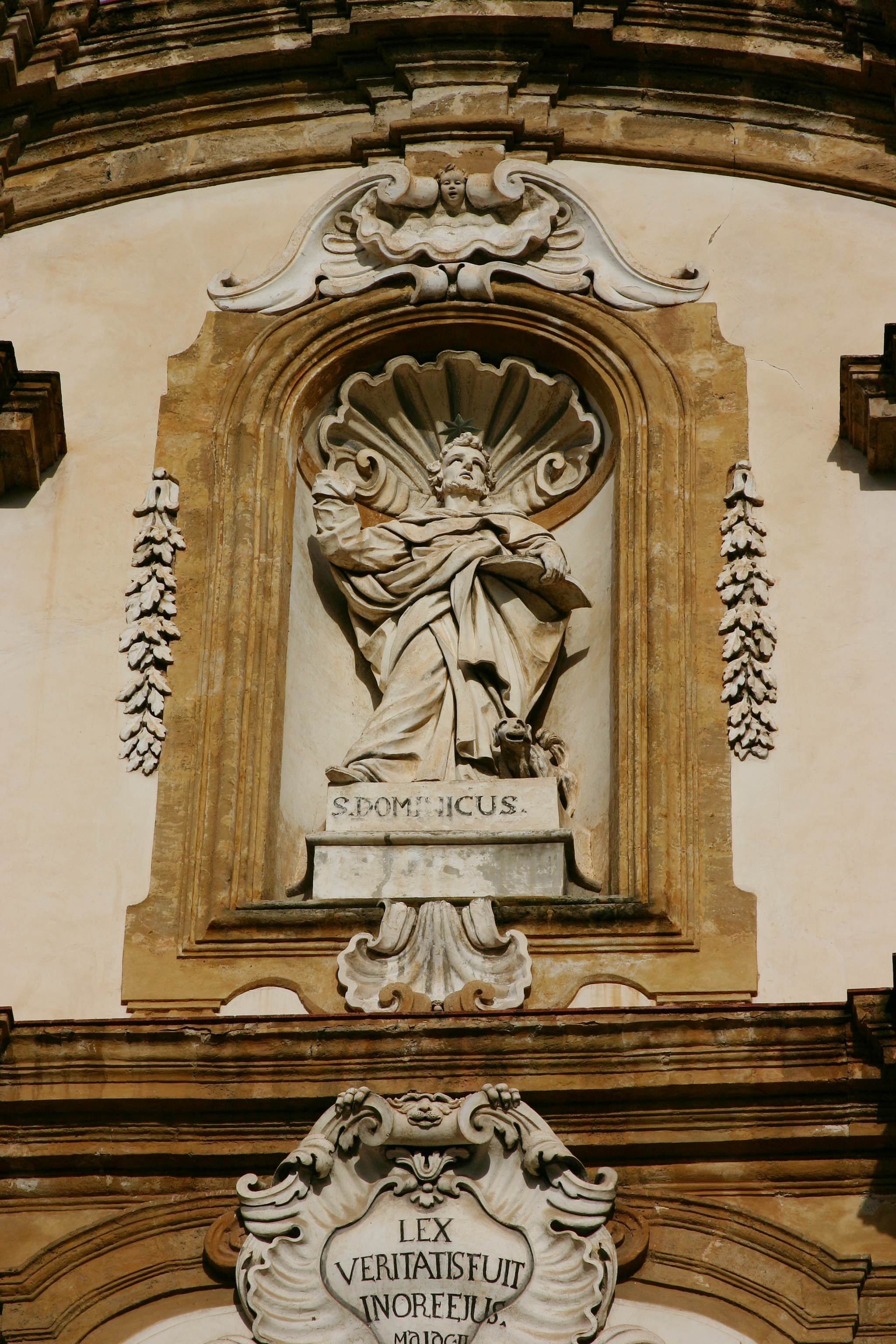
Estatua de San Domenico, alzado.

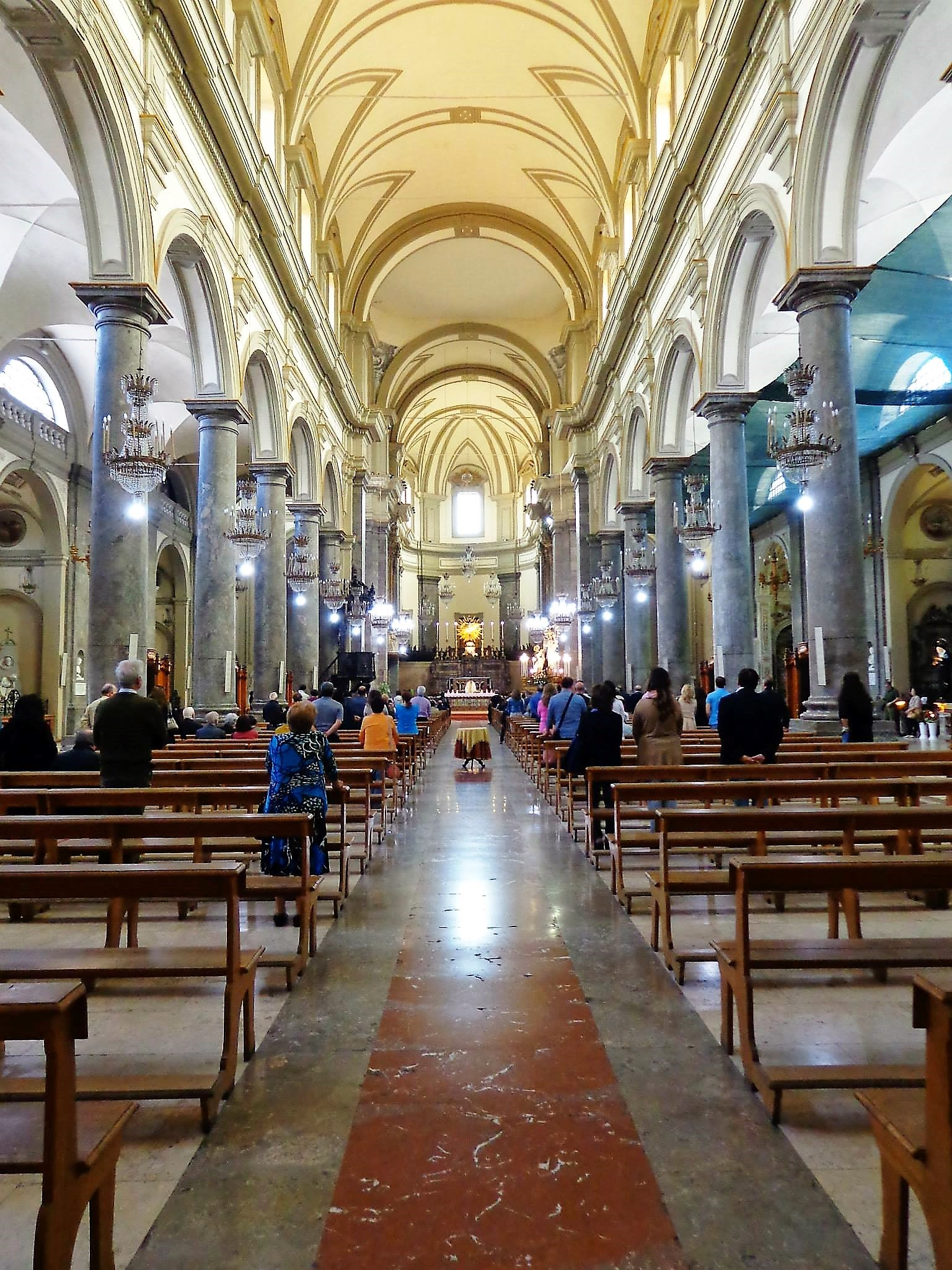
Nave.

En la muy cristiana Sicilia, el poder político y el poder religioso siempre han caminado de la mano, especialmente después de la reconquista de la isla por el conde Roger de la casa de Altavilla. La oportunidad de recristianización vino de la mano de Roger y su hermano Roberto Guiscardo, aprovechando el pretexto de acudir en ayuda del emir de Siracusa que luchaba entonces contra el emir de Castrogiovanni, iniciando así el inicio de la reconquista completa de Sicilia, eliminando del dominio árabe.
El retorno a la soberanía cristiana de la obediencia romana constituye el impulso para la reconstrucción del tejido social después de dos siglos de cultura religiosa islámica. En 1215, durante el Concilio de Letrán presidido por Inocencio III contra los herejes albigenses, el obispo de Palermo Berardo di Castagna fue convocado como embajador del emperador Federico II de Suabia y representante del obispo de Toulouse Domenico di Guzmán. Impresionado favorablemente por la personalidad de Domenico, el prelado de Palermo le instó a enviar algunos religiosos para crear ramas de la Orden en Sicilia; el acuerdo fue sellado con un breve del Papa Honorio III ; Con la aprobación del Soberano, la Orden de los frailes predicadores llega a Sicilia mientras Santo Domingo sigue activo y establece la orden en Francia en 1216-1220.   En 1217, los primeros frailes fueron inicialmente acogidos por la Orden Teutónica de la Magione, fundada por religiosos alemanes y, por tanto, bien vista a los ojos del Emperador.  Se refugiaron brevemente en el antiguo monasterio de las monjas basilianas en la primitiva iglesia de San Matteo al Cassaro, trasladándose esta última definitivamente al monasterio del Santissimo Salvatore. 
En 1270, las familias Santa Flora y Mastrangelo donaron a la comunidad un terreno donde se encontraba la primitiva iglesia de Sant'Orsola  y, entre 1280 y 1285, se construyó la nueva iglesia, orientada en dirección opuesta a la actual, en De estilo gótico - normando, con convento y claustro contiguos, cuyas obras se vieron frenadas por los disturbios de las Vísperas sicilianas, el edificio cumple funciona hasta 1457. Bajo la dirección de la orden, se estableció en la sede de Cassero el monasterio femenino de Santa Caterina, gracias a los enormes legados de Benvenuto Mastrangelo, su madre Palma Mastrangelo y su marido Guglielmo di Santa Flora. En 1310-1312, el testamento de Benvenuto Mastrangelo colocó su monumento funerario en la primitiva " Capilla de Sant'Orsola " y se construyó su futuro traslado a la iglesia del monasterio de Santa Caterina.

### Época aragonesa
El aprecio por la obra dominicana y el consiguiente aumento del número de fieles hicieron necesaria la ampliación de la iglesia, gracias al aporte de poderosas familias palermitas y la financiación otorgada por el Papa Martín V. En 1414, Pietro Ranzano y Bartolomeo Carbone iniciaron las obras que habían sido interrumpidas con la construcción únicamente de la nave principal. 
Hacia 1420, por encargo del arzobispo Simone Beccadelli de Bolonia, las obras y el proyecto fueron confiados al arquitecto fray Salvo Cassetta Doza,  el templo fue renovado y ampliado. Los ingresos derivan en gran parte de la concesión de indulgencias especiales a cambio de donaciones para la reconstrucción del templo. Gracias también al mecenazgo de la familia Sabia y de otras familias nobles, la iglesia fue construida en 1458 y 1480 en estilo renacentista. 
Entre las muchas expresiones del Renacimiento siciliano que fueron destruidas en diversas reconstrucciones, Gioacchino di Marzo documenta el monumento funerario de Guglielmo Ajutamicristo creado en 1524 por Antonino Berrettaro. 

### Era española
La configuración actual es más reciente, depende de la reconstrucción total que tuvo la iglesia en 1640 por el arquitecto Andrea Cirrincione siguiendo el impulso del arzobispo Giannettino Doria, la fachada sin embargo fue construida posteriormente, en 1726.
Durante los levantamientos de la Revolución siciliana de 1848, el 25 de marzo de 1848, durante la mañana, el Reino de Sicilia nacía oficialmente en el interior del templo, se inauguró el nuevo parlamento siciliano, presidido por Vincenzo Fardella de Torrearsa. Después de más de treinta años, las dos cámaras, la de los pares y la de los Comunes, volvieron a la actividad y eligieron a Ruggero Settimo como primer presidente del consejo. El 27 de marzo se presentó el primer gobierno: ministros designados, figuras liberales como Mariano Stabile, el barón Pietro Riso, el historiador Michele Amari, el príncipe de Butera Pietro Lanza y el futuro primer ministro del recién formado reino italiano Francesco Crispi.
En 1853 la iglesia se convirtió en el panteón de ilustres sicilianos que comenzaron a ser enterrados en su interior; su creciente importancia se debió también al corte de la Via Roma que incluía la Piazza San Domenico .
El 4 de septiembre de 1982 se celebró en la iglesia el funeral del general Carlo Alberto dalla Chiesa .
El 25 de mayo de 1992, el cardenal Salvatore Pappalardo celebró los solemnes funerales de Giovanni Falcone, de su esposa Francesca Morvillo y de los tres agentes de escolta. En junio de 2015 el cuerpo de Giovanni Falcone fue trasladado a la iglesia de San Domenico.
La iglesia ha sido objeto de una profunda restauración que ha sacado a la luz los colores originales.

## Arquitectura

### Estilo

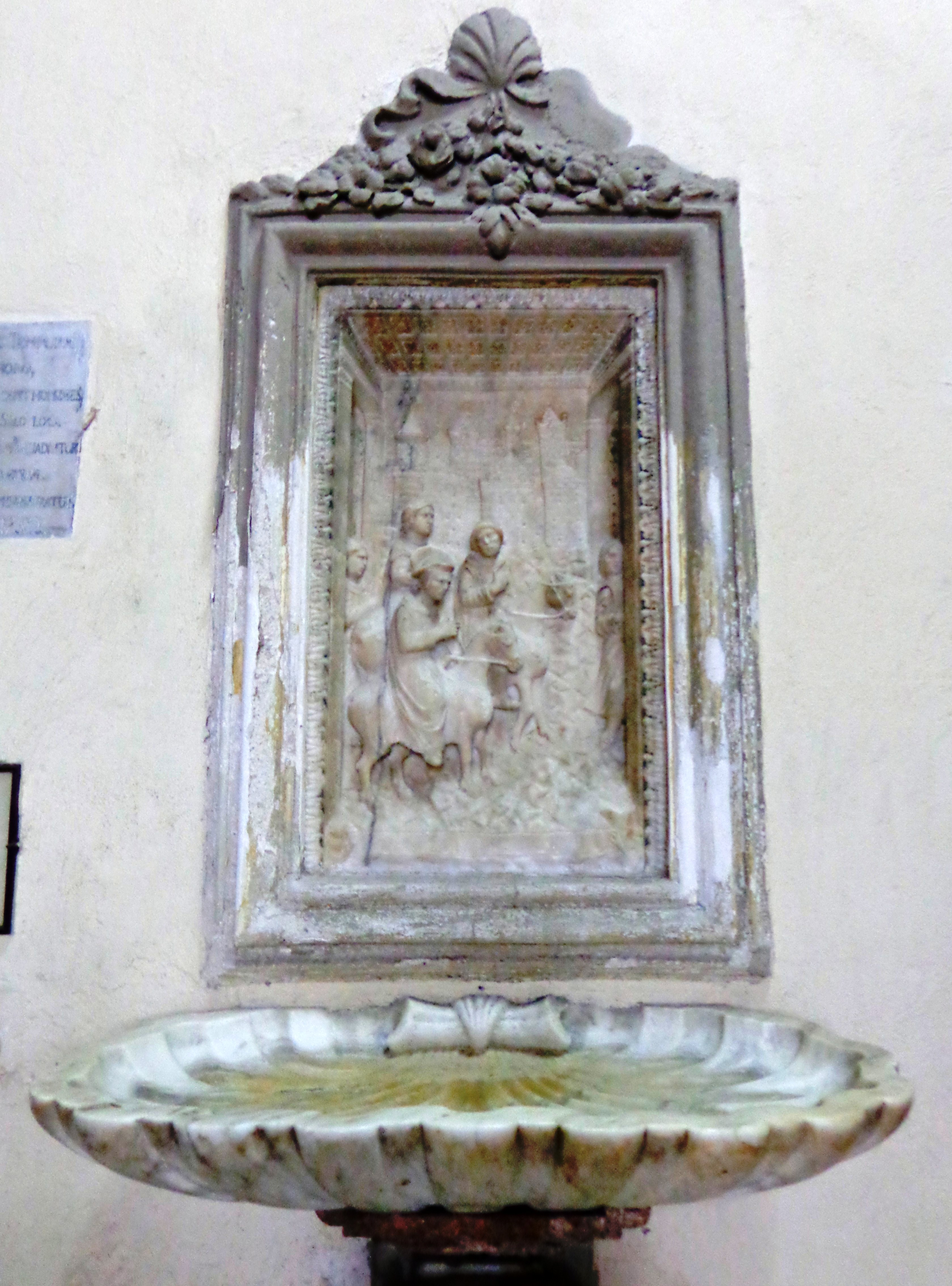
Pila izquierda.

El estilo es típicamente barroco escenográfico, el frontón está salpicado de dos altos campanarios, en la fachada también hay numerosas estatuas de estuco que representan santos y papas, algunas de ellas insertadas en nichos, estas estatuas son obra del sobrino de Giacomo Serpotta, Giovan María Serpotta. También en la fachada hay doce columnas, dispuestas de dos en dos, ocho de estas enmarcan la zona central y la entrada, las otras cuatro se sitúan en la base de los campanarios. El interior es muy amplio y austero, realizado en piedra Billiemi, y en su interior se encuentran algunas importantes obras de arte del período barroco colocadas en nichos. A cada lado hay ocho columnas, de estilo toscano, que dividen las tres naves según un esquema clásico. Por extensión es una de las iglesias más grandes de Sicilia. 

### Fachada
La fachada actual que data de 1726 en la actual Piazza San Domenico, la antigua "Piazza Imperiale" o "Largo Imperiale" de 1724, sigue el estilo barroco clásico.  La estructura originariamente estaba formada por pilastras pareadas de piedra que, junto con las dos cornisas con molduras, articulan el entramado de los dos primeros órdenes. Un tercer orden incluye los cuerpos de los dos campanarios laterales simétricos y balaustradas con columnas que delimitan un frontón de arco elevado dotado de cornisa exterior articulada, todo ello construido bajo la dirección de Andrea Cirrincione en estilo dórico - romano. La fachada actual no es más que la combinación intencionada dada por la superposición en momentos posteriores y contiguos sobre el sistema preexistente, de una estructura de columnas para hacer el sistema original menos severo, más armonioso y dinámico.
Cuatro pares de columnas pareadas de estilo dórico delimitan las entradas de primer orden, otros dos pares rematados por capiteles corintios enmarcan la ventana central del nicho de segundo orden. Las columnas monolíticas proceden de las canteras de Monte Billiemi. El primer orden incluye los accesos y ventanas rectangulares correspondientes a los accesos laterales, el segundo orden se caracteriza por hornacinas que respetan la misma correspondencia. La sensación de profundidad ha aumentado prospectivamente: es una peculiaridad de las columnas internas ser ligeramente más avanzadas que las correspondientes columnas externas, un asombro que se hace aún más evidente en las cuatro columnas centrales. La contaminación, la alternancia de formas, espacios, volúmenes, colores contribuye a la creación de la parte mediana y de un tímpano roto en relieve con un fuerte carácter dinámico y vivaz, típico del barroco siciliano .
En el centro del arquitrabe de la entrada principal se encuentra un gran escudo de la orden, un perro con una antorcha en la boca, sentado sobre el libro de las Constituciones, que junto con las condecoraciones colocadas en las bases de los papas y los frisos colocados detrás de las estatuas, que simbolizan el poder papal, dan al conjunto una connotación vagamente rococó. Sobre los cuatro contrafuertes de los pares de columnas exteriores hay estatuas de estuco de los pontífices pertenecientes a la orden de los frailes predicadores : "INNOCENTIUS V PM ", " PIUS V PM ", " BENEDICTUS XI PM ", " BENEDICTUS XIII PM " obras de Giovanni Maria Serpotta dirigida por el arquitecto Consalvo, dentro de los nichos laterales de segundo orden se encuentran las estatuas de " S. TOMÁS DE AQUINO", "S. PETRUS M." en estuco realizado por Giacomo Serpotta, ("Papa Inocencio V", "Papa Pío V", "Santo Tomás de Aquino", "San Pedro Mártir ", "Papa Benedicto XI", "Papa Benedicto XIII").
Sobre la ventana central en arco, enmarcada por un panel, un friso que lleva la inscripción " LEX VERITATIS FUIT IN ORE EJUS ". En el nicho del tímpano arqueado, bajo la decoración de conchas que simboliza la peregrinación, se encuentra una estatua que representa 'a 'San Domenico. El campanario de la izquierda, de 1723, de estilo barroco siciliano, se refleja en el de la derecha, idéntico al primero y con un reloj terminado en 1770. Un cuarto orden abarca exclusivamente los campanarios limitado a los alzados colocados sobre las celdas campanarios, rematando con cúpulas bulbosas facetadas de base cuadrada, ventanas de una sola lanceta en los cuatro lados y ricas decoraciones con volutas a lo largo de los bordes del chapitel, en el Almenas rematadas por pináculos provistas de esferas con cruces y veletas. El campanario derecho fue diseñado por Tommaso Maria Napoli,<ref name="Gaspare Palermo Volume primo, p. 241"><rfef> el izquierdo fue construido posteriormente como copia del anterior, financiado por Monseñor Vincenzo Maria de Francisco y Galletti.

## Entradas relacionadas
- Plaza San Doménico
- Columna de la Inmaculada Concepción
- Capilla Senatorial de la Iglesia de San Francisco de Asís
- Iglesia de la Inmaculada Concepción en el Cabo
- Oratorio del Rosario de San Domenico

Iglesias vinculadas a la Orden Dominicana
- Iglesia de Santa Cita
- Iglesia de Santa Caterina (Palermo)